# Air Arabia Maroc
Air Arabia Maroc ist eine marokkanische Billigfluggesellschaft mit Sitz in Casablanca und Basis auf dem Flughafen Casablanca. Sie ist eine Tochtergesellschaft der Air Arabia.

## Geschichte
Air Arabia Maroc wurde am 29. April 2009 als Joint-Venture von Air Arabia und marokkanischen Investoren gegründet. Air Arabias Anteil liegt bei 29 %.

## Flugziele
Die Fluggesellschaft fliegt von Agadir, Casablanca, Nador und Marrakesch aus Deutschland an folgenden Flughäfen an: Frankfurt, Köln/Bonn, München, Weeze und in der Schweiz wird Basel-Mülhausen bedient. Des Weiteren werden weitere Ziele in Europa angeflogen sowie Asien und Afrika.

## Flotte
Mit Stand August 2024 besteht die Flotte der Air Arabia Maroc aus elf Flugzeugen mit einem Durchschnittsalter von 10,7 Jahren:
| Flugzeugtyp     | Anzahl | bestellt | Anmerkungen                       | Sitzplätze | Durchschnittsalter (August 2024) |
| --------------- | ------ | -------- | --------------------------------- | ---------- | -------------------------------- |
| Airbus A320-200 | 11     |          | sieben mit Sharklets ausgestattet | 174        | 10,7 Jahre                       |
| Gesamt          | 11     | _        |                                   |            | 10,7 Jahre                       |